# Coelioxys sayi
Coelioxys sayi là một loài Hymenoptera trong họ Megachilidae. Loài này được Robertson mô tả khoa học năm 1897.

## Hình ảnh

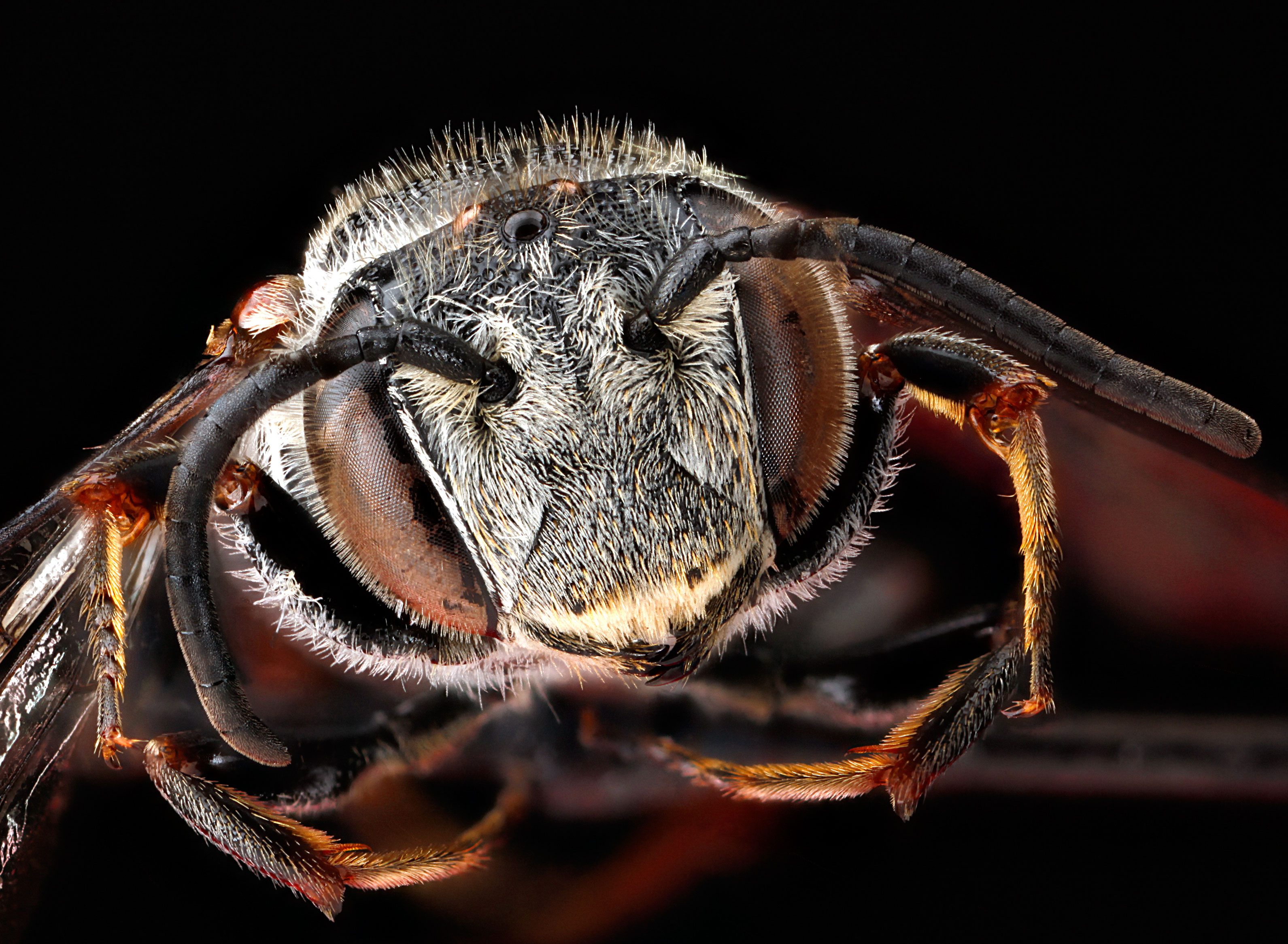
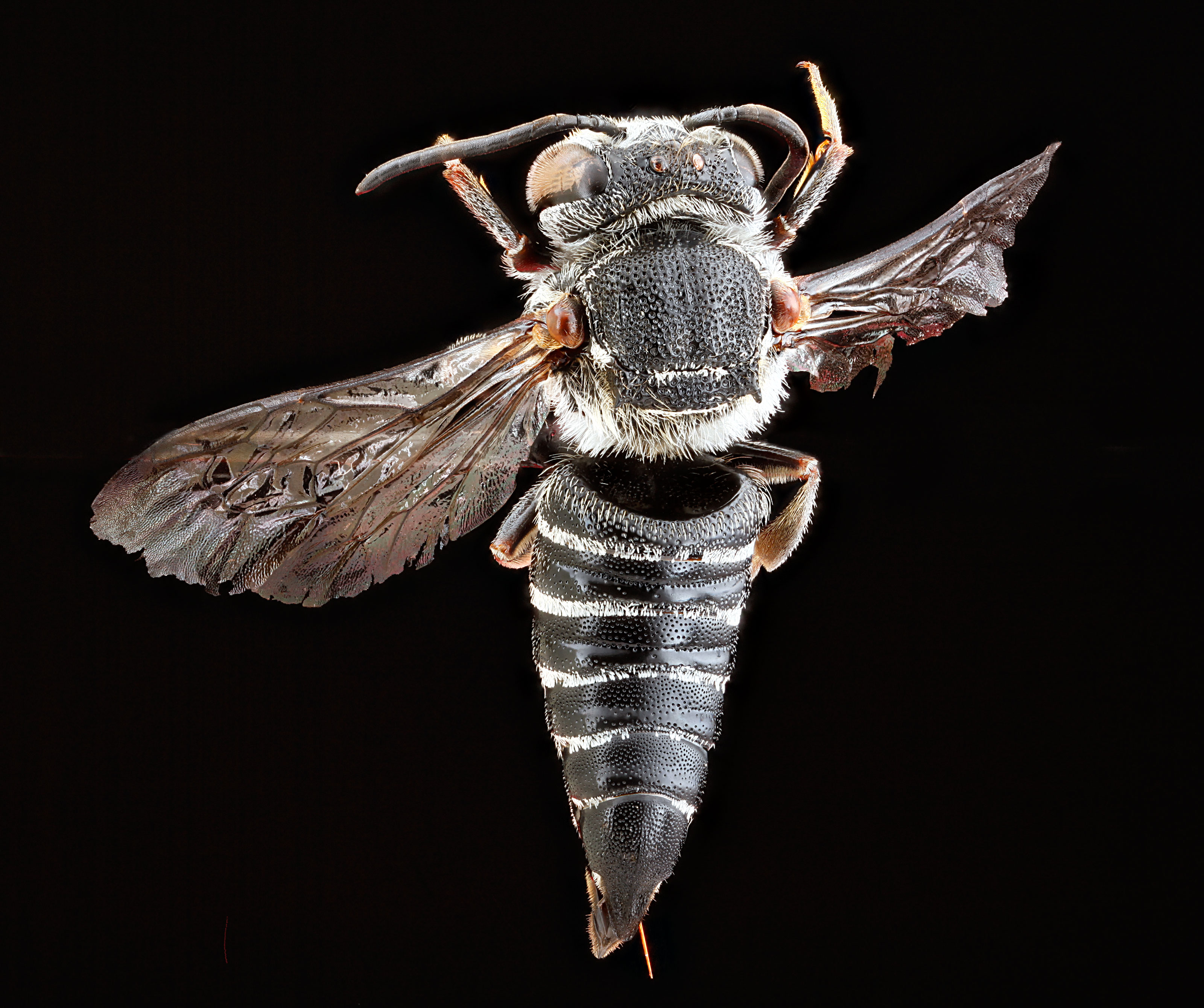